# Більбасов Петро Олексійович
Петро Олексійович Більбасов (рос. Пётр Алексеевич Бильбасов; 11 (23) вересня 1834, Полтава, Російська імперія — 1910, Волинська губернія, Російська імперія) — російський державний діяч. Полтавський та самарський губернатор.

## Життєпис
Народився у Полтаві 1834 року. Походив із дворянського роду. Мав трьох братів: Василя, історика, Костянтина, юриста, та Олександра.
Закінчив Санкт-Петербурзький університет зі ступенем кандидата. 1857 року вступив на службу в Санкт-Петербурзькому губернському управлінні, згодом переведений до Санкт-Петербурзької комісії народного продовольства. 1858 року призначений у господарський департамент Міністерства внутрішніх справ. 1863 року переведений до земського відділу.
29 січня 1869 року був призначений Волинським віцегубернатором. 1872 року отримав чин дійсного статського радника. Перебуваючи на посаді, 1873 року отримав у нагороду за службу володіння в селі Олексіївка.
У 1874—1875 роках — віцегубернатор, а в 1875—1878 роках — губернатор Самарської губернії.
12 жовтня 1878 року призначений губернатором Полтавської губернії. Звільнений 11 серпня 1883 року.
Був великим землевласником в м. Свинюхи. Помер у маєтку на Волині в 1910 році.